# Raci (Batangan)
Raci is een bestuurslaag in het regentschap Pati van de provincie Midden-Java, Indonesië. Raci telt 4349 inwoners (volkstelling 2010).